# Alejandra Alexandrovna de Rusia
Alejandra Aleksándrovna de Rusia (San Petersburgo, 30 de agosto de 1842-ibidem, 10 de julio de 1849) fue la hija mayor del zar Alejandro II de Rusia y de María de Hesse-Darmstadt (María Aleksándrovna).

## Vida y muerte

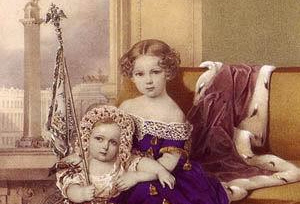
Nicolas y Alejandra en un retrato.

Era llamada Lina o Sáshenka dentro del círculo de su familia. A su padre le gustaba su compañía y mientras que él trabajaba en su estudio, ella jugaba a su lado. Su muerte a causa de una meningitis devastó a sus padres. Su madre todavía lloraba por la sola mención de su hija mayor pasadas unas décadas de su muerte. Su padre colocó una flor seca de su funeral entre las páginas de su diario y marcó la página en negro para significar el luto. Ambos se emocionaron cuando tuvieron una segunda hija, la gran duquesa María Aleksándrovna.

## Visita fantasma
El fantasma de Alejandra supuestamente se apareció junto con el de su abuelo, Nicolás I de Rusia, durante dos sesiones espiritistas durante la década de 1860, organizadas por la gran duquesa Alejandra Iósifovna. El zar y otros cortesanos estaban interesados en el espiritismo que estaba de moda en el momento, y en una de las reuniones, la mesa se movió unos pocos centímetros, escuchándose las palabras "¡Dios salve al zar!" El zar y otros presentes afirmaron que los habían tocado dedos fantasmales. Los espíritus respondieron a las preguntas formuladas por Alejandro II, en respuesta a golpes según las letras del alfabeto, que anotaba cuidadosamente en un papel, frente a él. Una dama de honor se quejó más tarde de que las respuestas carecían de sentido y se preguntó por qué estaban más interesados en los juegos que en proporcionar respuestas a las preguntas del zar. La madre de Alejandra se negó a participar en la segunda sesión, después de haber decidido que los fantasmas eran "espíritus falsos" manipulados por el diablo y su hija no había aparecido.

## Un retrato
Un vestido de seda azul desgastado por Alejandra seguía exhibiéndose en el Palacio de Invierno cincuenta años después de su muerte, según decía Margarita Eagar, niñera de las hijas de Nicolás II, que escribió que debía ser "una bonita niña de pelo dorado, a juzgar por su retrato".

## Un nombre con mala suerte
Cuando el público británico se preguntaba por qué ninguna de las hijas de la zarina Alejandra Fiódorovna Románova fue llamada como ella, Eagar explicó que el nombre de Alejandra se consideraba de mala suerte en la familia imperial rusa. Eagar explicó que el nombre no se utilizó, porque se consideraba de mala suerte, porque durante el siglo XIX, muchas Alejandras habían muerto siendo niñas o en la adolescencia. Otras desafortunadas Alejandras fueron la gran duquesa Alejandra Pávlovna, la gran duquesa Alejandra Nikoláievna y la gran duquesa Alejandra Gueórguievna. Eagar escribió que otras ramas de la familia habían llamado a sus hijas Alejandra, pero ninguna vivió más de veintiún años.

## Ancestros
- Datos: Q620933
- Multimedia: Alexandra Alexandrovna of Russia / Q620933